# Якір Голла

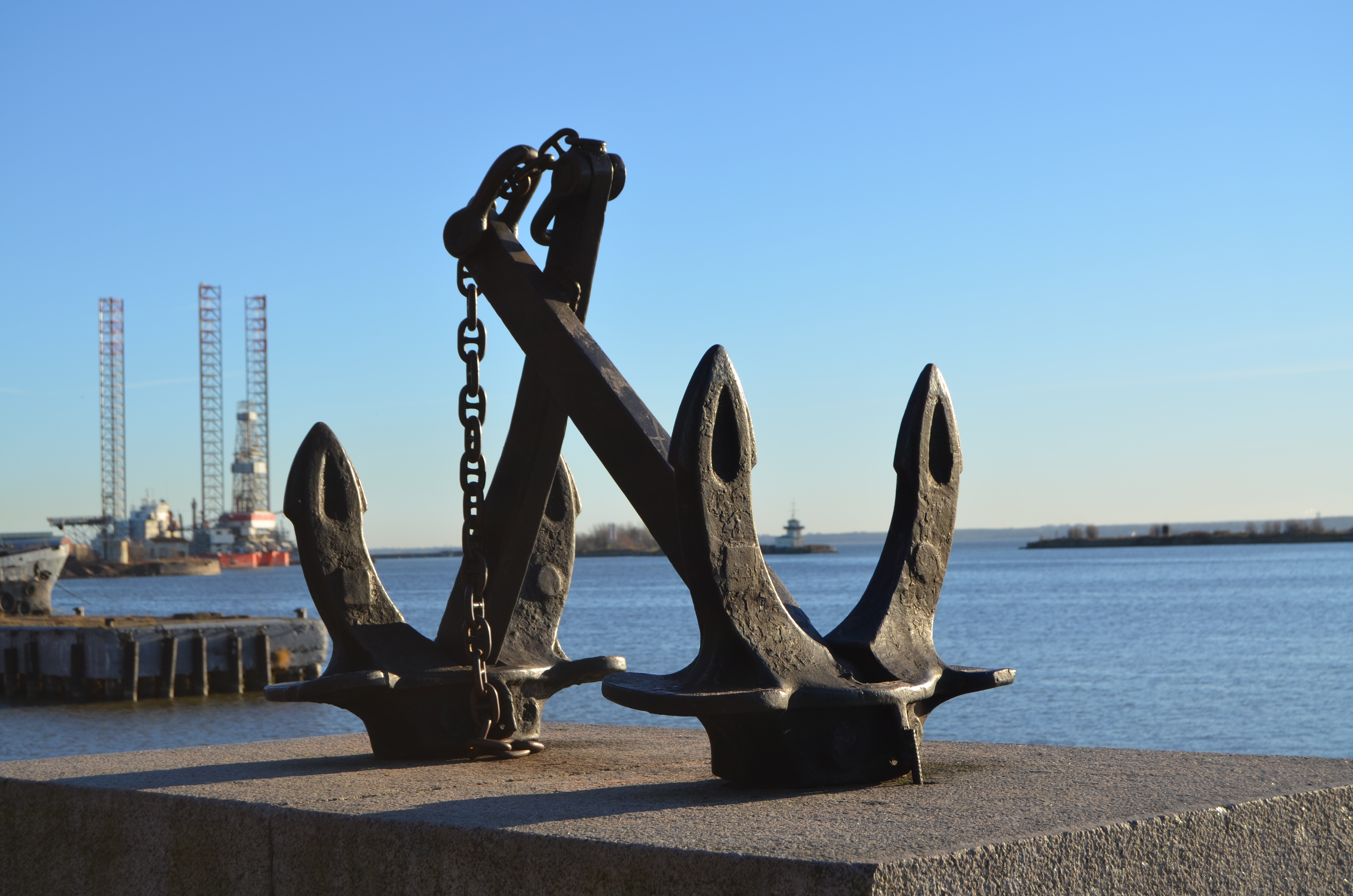
Якоря Холла в Кронштадті

Якір Холла (англ. Hall anchor) —  у XIX та XX століттях один з головних типів якорів з рухомими лапами. Створений у другій половині XIX століття, якір мав сильний вплив на подальший прогрес у цій галузі. У низці флотів вважався стандартним, зокрема, у СРСР і Росії на нього існує ГОСТ 761-74. З початку XX століття якір Холла, через низку недолків, витісняється, як застарілий, більш досконалими конструкціями.

## Винайдення

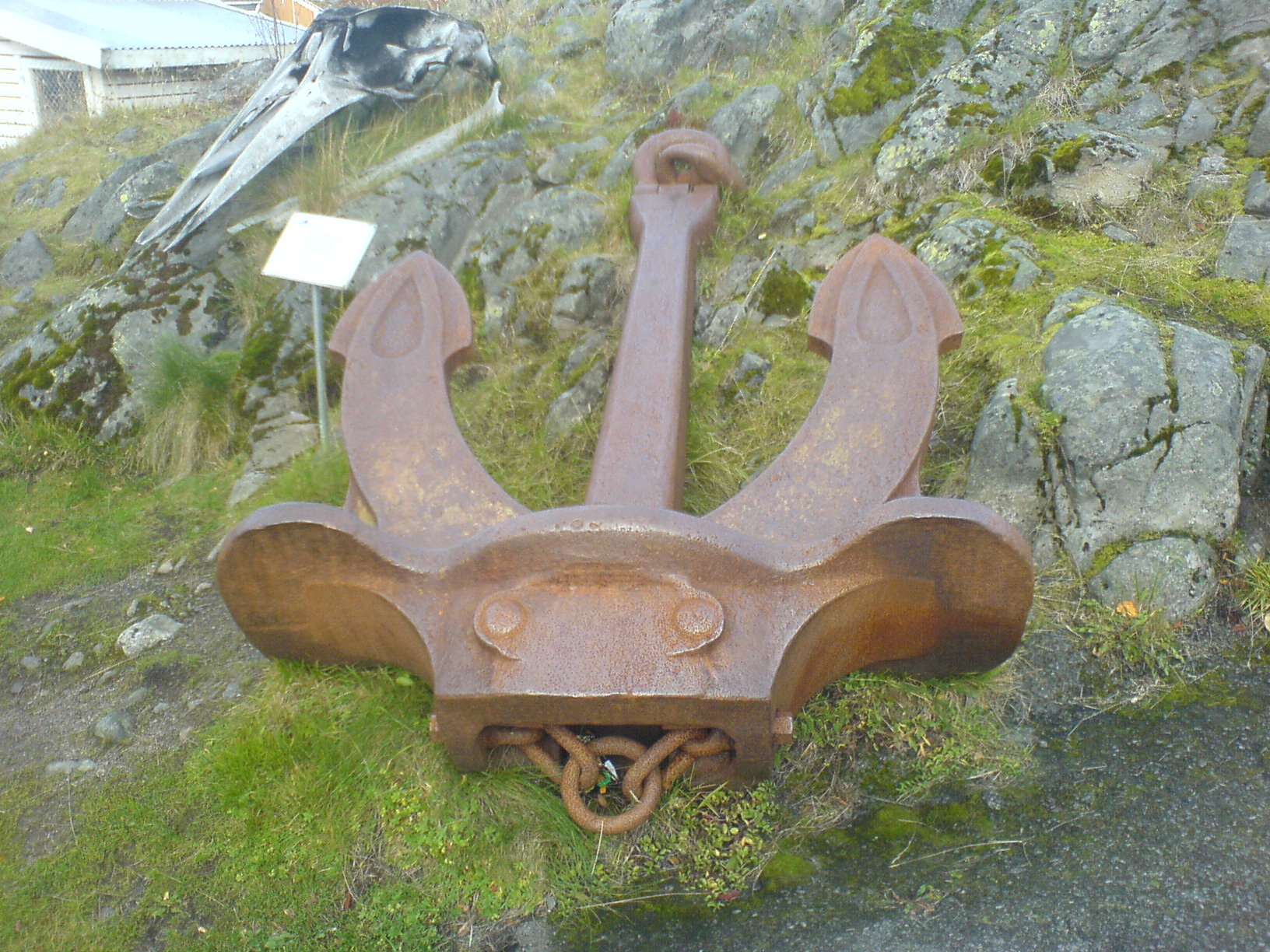
Якір Холла плазом

Винайдений у 1885 році англійцем Холлом, керівником фірми «Вільям Джессон і сини» у Шеффілді, колишнім капітаном. У 1890 році на Портсмутському рейді Британське Адміралтейство випробовувало п'ятнадцять різних якорів рівної маси за однакових умов і якір Холла зайняв перше місце за швидкістю забирання ґрунту, але за величиною тримаючої сили, він поступався якорю Інґлефільда. Після того як винахідник видалив з конструкції шток, зробивши якір втяжним, його конструкція набула найбільшого поширення. Спочатку якір утяжним не був.

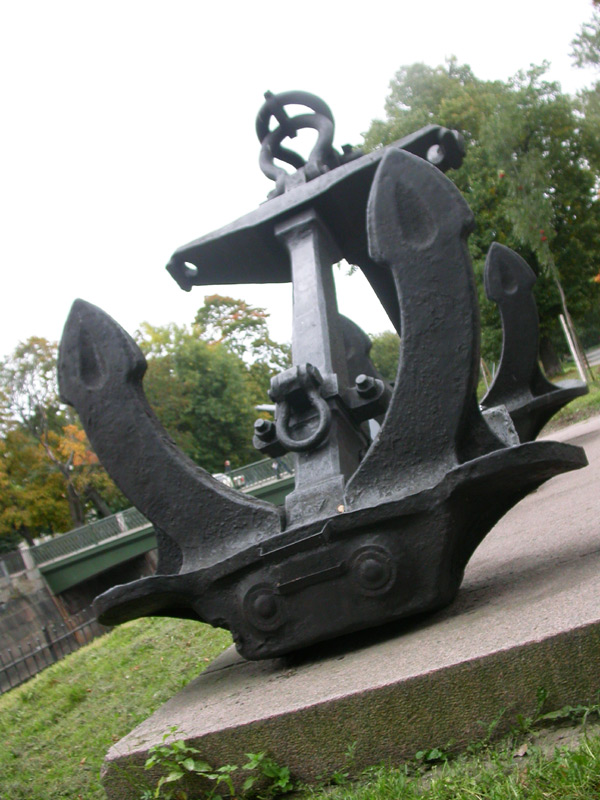
Первинна версія якоря Холла зі штоком

## Конструкція
Якір із плоскими лапами, що повертаються на осі. Основних деталей всього дві: веретено та коробка з лапами. Ранні варіанти мали ще шток у вигляді пластини біля риму. Веретено знизу має виступи, що утворюють вісь, або, як варіант,  через отвір у веретені вставлений поперечний штифт. При складанні веретено протягується крізь коробку, потім в коробку вставляються два болти, що замикають веретено. Коробка гойдається на виступах (поперечної осі) веретена. Кут відхилення лап в 45° обмежений пазом у коробці. Всі рухомі частини мають великі зазори і, як і запірні болти, доступні до огляду без розбирання якоря. До тонкого чотиригранного кінця веретена за допомогою болта приєднується скоба якоря.
Приливки на лапах і коробці служать для того, щоб змусити їх повернутися і заглибитись у ґрунт. Для збільшення тримаючої сили лап припливки їх оснащені лопатоподібними потовщеннями.и.
Стандартні якорі Холла виготовляють із литою коробкою. За різними джерелами, маса якорів становить  приблизно від 100 кілограмів до трохи менше 10 тонн. Для якорів малої маси (катерних, човнових) конструкція неефективна. Навіть 200-кілограмовий якір, щодо своєї маси, суттєво менш ефективний, ніж якір у 2 тонни. Як приклад, Лев Скрягін наводить випадок із проектуванням судна на підводних крилах «Спутник», коли відмова від консервативного якірного пристрою на користь хороших сучасних на той час (кінець 1950-х років) якорів та якірних тросів дозволила знизити масу придатного якоря та його ланцюга у 10 разів, із більш ніж двох тонн до пари сотень кілограмів.

## Принцип
Якір діє наступним чином: упавши на дно, він лягає плазом; коли якірний ланцюг протягне його, нижній приливок лап чіпляється за ґрунт, змушуючи лапи повернутись і забрати ґрунт лопатками. Щоб якір надійно спрацював, його треба віддавати з ходу і випустити необхідну кількість якірного ланцюгу.

## Технологія
В момент винайдення, технологія якоря була революційною. Його конструкція дозволяє, не жертвуючи міцністю, замінити дорогу поковку з якісного сортового заліза простішим, технологічнішим і дешевшим чавунним або сталевим литтям з мінімумом механічної обробки. Сильне зниження собівартості та пристосованість конструкції до масового виробництва сприяло його успіху. Саме технологічний прорив зробив цей якір важливою віхою історія якорів. Сам якір швидко застарів і був витіснений новими, значно кращими якорями, що використовували, однак, подібні конструктивні та технологічні прийоми.

## Недоліки

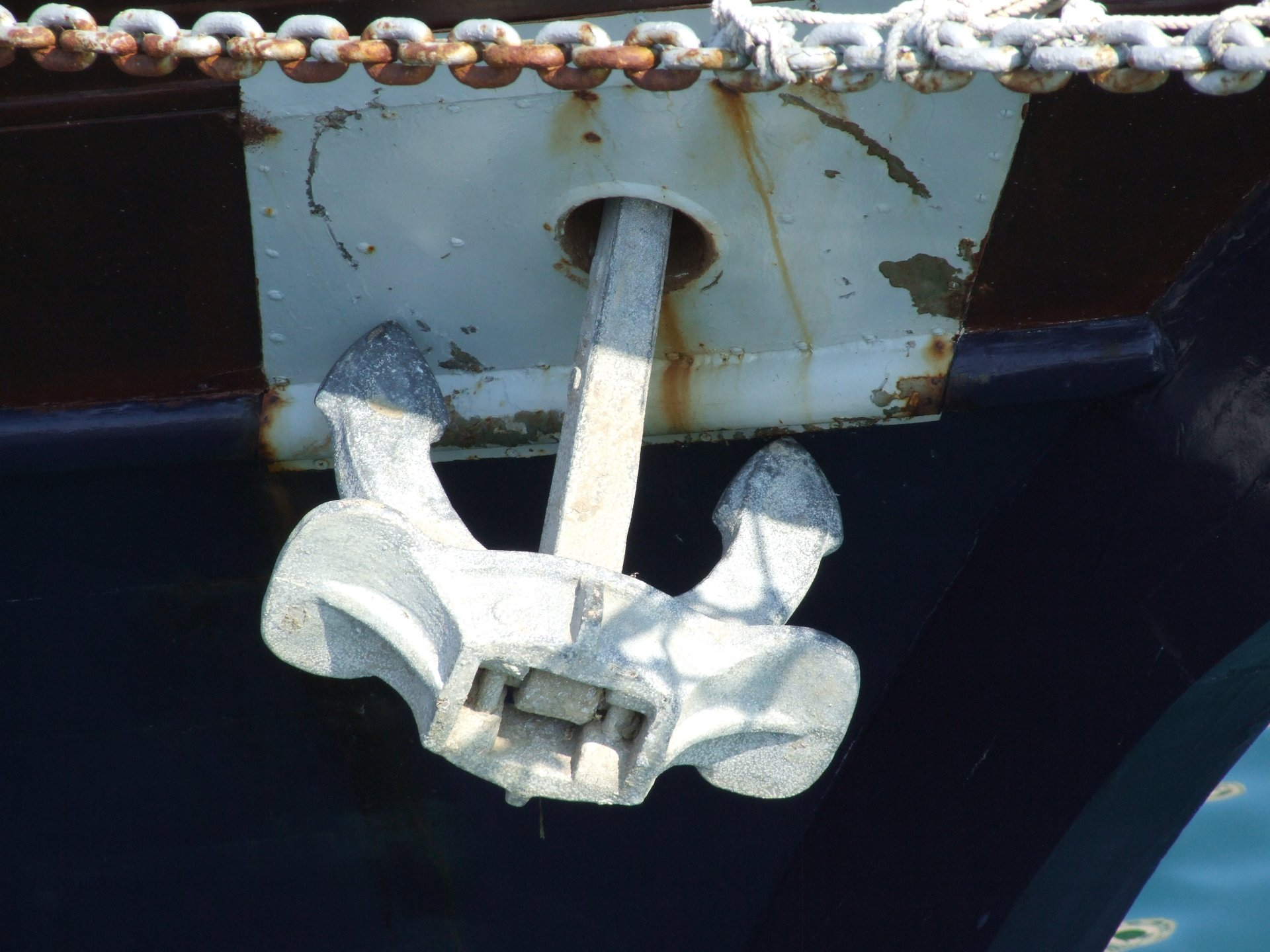
Вади холловського втяжного якоря

Але окрім численних переваг (накшталт швидкості спрацьовування), якір мав і численні недоліки, що були зумовлені конструктивними особливостями:
- Пропорція тримаючої сили до ваги якоря станувить 4:1, що значно менше, ніж у класичного адміралтейського якоря і багатьох конкурентних конструкцій. Таким чином, відповідний судну якір виявляється суттєво важчим, ніж міг би бути за іншої конструкції, а якірний пристрій загалом більший, важчий і дорожчий. Зі збільшенням тоннажу суден, збільшилась і маса якоря, що зробило використання конструкції недоцльним.На суднах-гігантах на кшталт супертанкерів чи атомних авіаносців цей якір взагалі не застосовується. З тієї ж причини, і, до того ж, через суттєве падіння ефективності зі зменшенням ваги, якір погано підходить там, де бажані легкі якоря, але з великою тримаючою силою: на швидкісних суднах, гідролітаках, земснарядах, підводних човнах, для рятувальних робіт, для верпування, на катерах або яхтах і т.п[1]

- Через дуже широке розташування тупих і плоских лап якір може повернутися і вирватися, коли одна лапа опиняється в щільному грунті, а друга в слабкому. При подальшому розвитку втяжних якорів було доведено, що лапи треба зближувати, робити їх гострішими та довшими. І є недоцільним виготовляти якоря з стрілкоподібними краями лап, так само як і в лунках на їхніх площинах (див. якоря Хейна і Денфорта).

- На низці грунтів якір тримається не за рахунок заглиблення лап, а за рахунок бугра грунту, що нагрібається ним. При сильній тязі ривками, наприклад, на великому хвилюванні відкритого рейду, якір раз у раз переповзає через цей бугор і забирає знову. На момент створення якоря вважалося, що чим більше якір нагрібає, тим краще. Надалі було доведено, що такий бугор знижує надійність роботи якоря, і краще давати якорю глибше йти в грунт.

- Через широку «коробку» з великими плоскими приливками якір заглиблюється не більше ніж на довжину лап, що сильно обмежує його тримаючу силу. Застосування різних плоских приливків було технічною модою на момент створення якоря. Однак надалі було доведено, що краще робити коробку якоря більш обтічної з боку лап, що дозволяє якорю працювати в щільніших, глибших шарах ґрунту.

- Веретено має хід тільки в одній площині, при тязі набік навіть на невеликий кут весь якір зміщується в грунті. Досвід показав, що кульовий шарнір може бути більш ефективним.

- Невдале, високе розташування центру мас «коробки» часто не дає лапам самостійно зайняти потрібне положення при втягуванні в клюз, якір може «козлити» впиратися лапами в борт. Для правильного положення лап потрібно знову опускати та піднімати якір або намагатися повернути лапи тросом. На деяких суднах нижче за клюз зроблено напрямний виступ, який забезпечує перевертання якоря у правильне положення.

- Сам якір не плоский, у нього великі виступи у всі боки. Якір згідно з ГОСТ 761-74 має збоку приливки-виступи для кріплення буйрепа, що давно вийшов з масового вживання. Через форму лап і приливків може знадобитися особлива, громіздка і невитончена клюз-ніша.

- Дуже довге та квадратне в перерізі веретено здатне сильно пошкодити губу клюзу.

## Якір Холла і нові конструкції

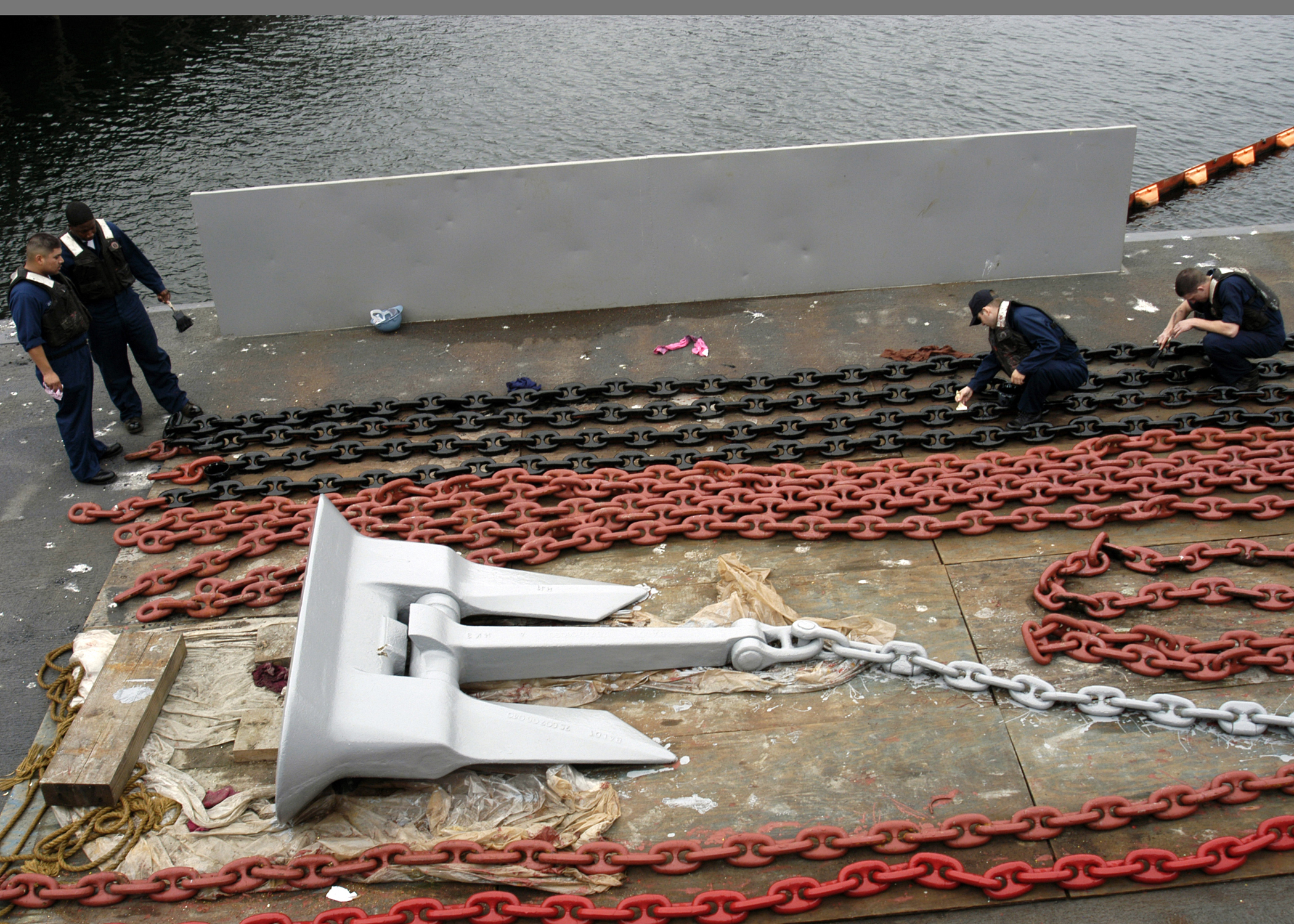
Якір фрегату USS Ford типу «Олівер Хазард Перрі»

Конструкція, будучи прогресивною свого часу, активно копіювалася виробниками різних країн. Виробники часто вдосконалювали конструкцію, намагаючись виправити найбільш вагомі вади. Якір випускався в Німеччині під марками «Грюзон», «Юніон», в Японії як «Ошима», в інших країнах як «Паолі», FMA, «Лейден» і т. д. Хоча устрій холлівського якоря (веретено з шарніром, протягнуте до литої коробки з лапами) залишається класичним, сама конструкція більш ніж за сто років дуже застаріла. Уявлення про цей якір, як про ідеальний, у XX столітті піддається серйозним сумнівам.
Якір, будучи одним з перших з подібною конструкцією, незабаром після свого створення породив безліч удосконалених і нових варіацій (шпек-анкер, якір Байєрса, «Юніон» та ін.) з більшою тримаючою силою,  більш надійних на різних грунтах, незрівнянно більш зручних для втягування у клюз. У нових конструкціях суттєво змінювалися форма лап та приливків на коробці, розміри та форма веретена, покращувався баланс. Змінювався спосіб фіксації веретена в коробці, збільшена міцність, інакше ставилися стопорні болти, вводилися вкладені і цапфи. Проста вісь іноді замінювалася кульовим шарніром. Іноді коробку стали виконувати звареною зі сталевого листа.
Все це дозволило досягти набагато кращих результатів при співрозмірних або навіть менших витратах у матеріалів та праці. Зокрема, у втяжних якорів вдалося підвищити співідношення тримаючої сили до маси до 10:1 і більше. Тому використання класичного холлівського якоря дуже сумнівне для нових суден, тим більше великого або, навпаки, малого тоннажу, суден пасажирських чи маломірних. У багатьох європейських країнах та США якір Холла вже не є стандартним (якщо взагалі був таким) і становить лише історичний інтерес. У самій Великій Британії якір перестали масово застосовувати на суднах нової побудови вже з кінця XIX — початку XX століття. У 1973 році в офіційних підручниках та посібниках з морської практики (крім СРСР) якір Холла, як самостійна конструкція, навіть не згадується. У СРСР використання старого безштокового холлівського якоря, через невідомі причини, сильно і невиправдано затяглося. Вже станом на 1950-ті роки покращені варіанти та альтернативні конструкції, у тому числі й радянські (наприклад, якір Матросова) далеко перевершили своїми якостями цей зразок. За якорями типу холловських зберігається лише пара переваг: швидкість спрацьовування, що добре на обмежених рейдах, і масивність, що дозволяє утримати судно там, де якір із ланцюгом працюють лише як вантаж: на дуже рідкому мулі або на кам'яній плиті.

## Цікаві факти

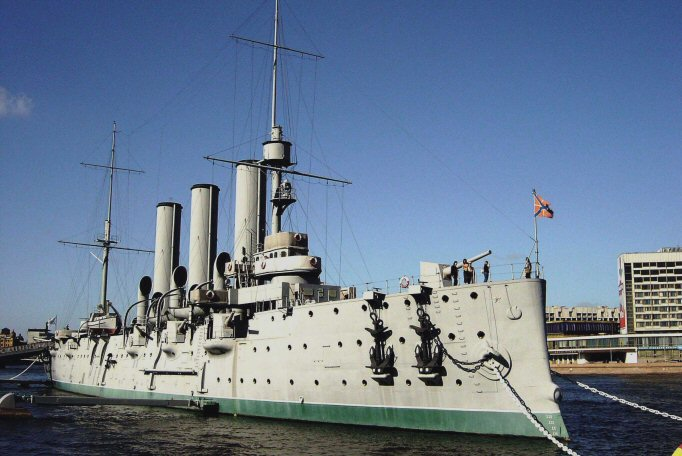

- Крейсер «Аврора» - найперший корабель Імператорського флоту, що був споряджений якорями Холла. Це холлівські якорі початкового зразка, не втяжні, а зі штоком, тому вони зберігаються біля бортів. Такими якорями припускали оснастити всі крейсери типу «Діана», але новинка була поставлена лише на «Аврору», оскільки виробництво таких якорів лише налагоджувалося. Інші кораблі серії оснастили якорями старого зразку — якорями Мартіна[4].